# Легат Тање Крагујевић и Василија Винце Вујића
Легат Тање Крагујевић и Василија Винце Вујића је породична збирка материјалних и културних добара коју су у Удружењу за културу, уметност и међународну сарадњу „Адлигат” у Београду формирали Тања Крагујевић, књижевница, ћерка чувеног фотографа Стевана Крагујевића, и њен супруг, професор Василије Винце Вујић, унук  колекционара уметнина, велепоседника и великог добротвора Јоце Вујића. У оквиру легата издвојене су тако и две засебне збирке - Збирка Јоце Вујића и Збирка Стевана и Лепе Крагујевић, а велики део њихових дарова изложен је и у оквиру Збирке Првог српског устанка.
Легат је доступан јавности у оквиру Музеја српске књижевности на Бањици у Београду.

## О дародавцима

### Тања Крагујевић
Тања Крагујевић рођена је у Сенти, на северу Војводине, 26. октобра 1946. године. Њен отац био је Стеван Крагујевић, један од најзначајнијих југословенских и српских фоторепортера и фотоуметника, а мајка Лепа Крагујевић била је спикер на Радио Београду. Тања је дипломирала, а потом и магистрирала, на Филолошком факултету у Београду, на групи за Општу књижевност са теоријом књижевности. Своју прву књигу „Вратио се воловођа” објавила је у двадесетој години, у колекцији Прва књига Матице српске, а од тада је публиковала више од двадесет књига поезије и низ књига есејистичких текстова о српским и светским песницима. Поезија Тање Крагујевић заступљлена је у више десетина антологија у земљи и иностранству, као и у тематским и другим зборницима.
Осим књижевног рада, више од петнаест година бавила се издавачким радом и била уредник „Народне књиге” у Београду, као и библиотеке „Аријел” и издавачке куће „Агора”. Такође је, у сарадњи са преводиоцима, радила на више књига препева, а приредила је и књигу за децу Десанке Максимовић Патуљак Кукурузовић.
Добитница је великог броја значајних књижевних награда, међу којима су: Бранкова награда (1966), Награда „Ђура Јакшић” (1993), Награда „Исидора Секулић” (1976), Награда „Милан Богдановић” (1996), Награда „Десанка Максимовић” (2015), Награда „Драинац” за збирку песама Extravaganza (2020).
Одлуком Владе Србије добитник је звања врхунског уметника у области књижевности. 
Члан је Српског књижевног друштва, од његовог оснивања 2001. године, а у Удружењу за културу, уметност и међународну сарадњу „Адлигат”, заједно са својим супругом Василијем, има статус почасног члана оснивача.

### Василије Винце Вујић
Василије Винце Вујић рођен је 28. марта 1945. године. Дипломирао је у Београду на Државном институту за физичку културу (ДИФ), 1968. Био је професор физичког васпитања у Земунској гимназији од 1969. до пензионисања 2010. године. Добитник је Платинске плакете Земунске гимназије као један од значајних и „легендарних” професора школе. Унук је Јоце Вујића (1868 – 1934), колекционара уметнина, библиофила, великог добротвора српског народа и велепоседника. Удружењу „Адлигат” поклонио је бројне предмете из збирке свога деде, некадашњег Музеја Јоце Вујића, али и обимну архивску грађу и документацију овог значајног колекционара, због чега је у оквиру легата основана и засебна Збирка Јоце Вујића.

## О легату
Формирање легата започела је у виду збирке Тања Крагујевић, 2012. године, поклањајући Удружењу у неколико наврата разне предмете, књиге, своју архивску грађу и друго. Током година је и њен супруг Василије отпочео са даровима Удружењу, а заједно су 2017. формирали породични легат, који је за јавност изложен и отворен 2019. године у оквиру Музеја српске књижевности. Због богатих дарова и велике посвећености, обоје су добили статус почасних чланова оснивача Удружења.
Легат чини песничка архива Тање Крагујевић, неколико књижевних награда, њене књиге и књиге са посветама колега, укључујући и посвету добитнице Нобелове награде Виславе Шимборске. Поклоњени су и филателистички коверти из колекције Стевана Крагујевића, уз разноврсну архивску грађу, што све заједно чини засебну Збирку Стевана и Лепе Крагујевић. Тања је Удружењу поклонила и стари накит из 18. века, поклон од родитеља, који укључује копчу за појас, наруквице од пећког филиграна и украсни ланац.  
У легату се такође налази и сребрни филигрански појас из 19. века, принцезе Ксеније Петровић Његош, ћерке краља Николе. Појас је био Тањин венчани поклон од породице Вујић, претходно део Музеја Јоце Вујића. Из богате музејске ризнице свога деде, Василије је поклонио и златне печатне прстенове са иницијалима Јоце Вујића. Један прстен, поред иницијала, садржи и симбол правде, а други је прстен са златним оквиром и рубинском плочицом. Ови драгоцени предмети били су део породичног наслеђа Вујића, а Удружењу су поверени на даље чување са великим поверењем и жељом да се сарадњи да посебан и значајан акценат.
Удружењу су Василије и Тања поклонили и вредан прстен из 14. века искован у Новом Брду, месту које је у средњовековној Србији било познато по рудницима злата и сребра. Прстен је изразито женски, што га чини вема ретким, а др Марко Поповић, археолог који води рестаурацију и конзервацију тврђаве Новог Брда, истакао је да прстен спада у најбоље примерке српског средњовековног накита. Овај прстен, заједно са наушницама из 16. века из Призрена, представља важан траг српске историје и сведочи о рударству и вештини српских занатлија у средњовековном периоду.
Важан део легата чини и старо оружје, укључујући примерке који су били коришћени у време Првог српског устанка – турски јатаган, устанички пиштољ и кубура из 19. века, које је у Удружењу изложено у оквиру Збирке Првог српског устанка. У легату су такође и француска сабља, ханџар, као и арбија (шипка од железа или тврдог дрвета којом се набија набој у цеви пушака кремењача и која служи и за чишћење) за коју у Каталогу свог музеја, Јоца Вујић каже: „Арбија, дршка од сребра. Донео 1916, из Скадра др Бранко Пецарски”.

## Радно време
Легат Тање Крагујевић и Василија Винце Вујића отворен је за посетиоце у оквиру Музеја српске књижевности на Бањици у Београду, четвртком, петком и суботом уз претходно заказивање.

## Галерија
- Збирка Првог српског устанка у Удружењу „Адлигат”, са устаничким оружјем и портретом Карађорђа Петровића из легата
- Указ о одликовању г. Јоце Вујића, великопоседника из Сенте, Краљевским орденом Св. Саве трећег реда, 1928.
- Српски средњовековни накит, прстен из 14. и наушнице из 16. века
- Сребрни прстен из 14. века, искован у Новом Брду
- Златни печатни прстенови Јоце Вујића са његовим иницијалима
- Сребрни филигрански појас из 19. века, принцезе Ксеније Петровић Његош
- Накит из 18. века, наруквице од пећког филиграна и копча за појас
- Украсни ланац из 18. века